# Erlebach (Werse)
Der Erlebach (Gewässerkennzahl [GWK]: 3216) ist ein orografisch linker Zufluss zur Werse in Nordrhein-Westfalen. Der 9,0 km lange Bach entspringt einem Teich in der Bauerschaft Kurrick der Stadt Drensteinfurt und mündet nach einem etwas nach Osten ausholenden, insgesamt nördlichen Lauf hinterm dem ehemaligen Feuerwehrhaus an der Sendenhorster Straße in der Innenstadt von Drensteinfurt in die Werse. Er hat ein Einzugsgebiet von 11,2 km².